# Argyle (Wisconsin)
Argyle is een plaats (village) in de Amerikaanse staat Wisconsin, en valt bestuurlijk gezien onder Lafayette County.

## Demografie
Bij de volkstelling in 2000 werd het aantal inwoners vastgesteld op 823. In 2006 is het aantal inwoners door het United States Census Bureau geschat op 790, een daling van 33 (-4,0%).

## Geografie
Volgens het United States Census Bureau beslaat de plaats een oppervlakte van 1,6 km², geheel bestaande uit land. Argyle ligt op ongeveer 242 m boven zeeniveau.

## Plaatsen in de nabije omgeving
De onderstaande figuur toont nabijgelegen plaatsen in een straal van 20 km rond Argyle.